# FSR口粮

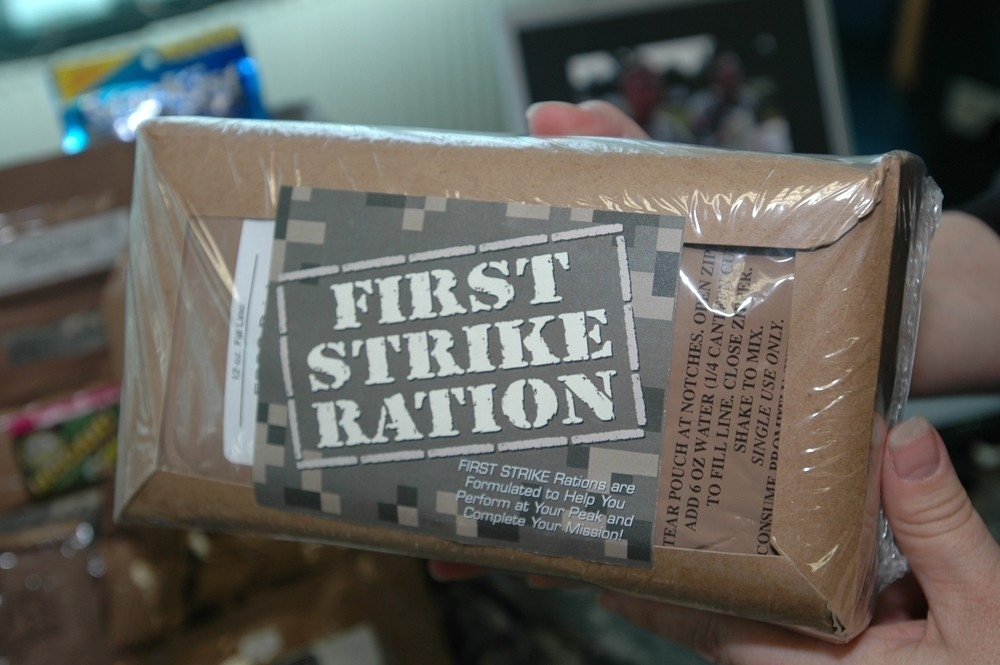
一份FSR口粮。

首击口粮（英語：First Strike Ration,FSR）是美国陆军的一种紧凑型随行定量配给概念，旨在为士兵于战前72小时内补充能量，由美国马萨诸塞州内蒂克的美国陆军士兵系统中心研发。 陆军表示，FSR可大大减轻重量与负荷，旨在增强受众的身体机能，注意力与活动能力。

## 产品特征
FSR是一种新的作战定量概念产品，旨在为作战中的士兵提供各类食品，这些食品质轻、高热量、内容物众人皆知，同时相较于中间水分食品 （英語：intermediate moisture foods），它更“易于食用”。
- 增强的机动性–此产品的成分被描述为“众人皆知，增强机能，暴饮暴食”的食品；且士兵几乎无需准备。饮料经过重新调制（与CamelBak水壺兼容）并可直接从包装袋获取并饮用。其食物制作无需用水，除了泡制还原饮料的部分。食物采用便携三明治形式，可直接用手抓取并食用。 [2]
- 轻量级–相较于三份MRE，FSR的重量和体积减少约五成。
- 特性–在80 °F（27 °C）的温度下，保质期最短也有2年，每平均天可提供约2900卡路里的热量。 截至2010年，每包FSR提供9餐（其中在三个菜单中提供不同种类的三餐）。自2011年以来，每包FSR口粮提供9种不同餐食组合。
- 餐食-每小袋均包含早餐，午餐和晚餐（尽管食用它们无须遵循规律）。

现行的“菜单1”包含：
- 法式吐司
- 培根切达早餐三明治
- 意大利辣味香肠三明治
- 墨西哥胡椒芝士酱
- 全麦小面包
- 甜品棒，花生酱
- 士兵燃油能量棒（HOOAN!棒）
- 照烧牛肉干
- 烧烤牛肉干
- 椒盐脆饼
- 肉桂苹果酱
- 三型综合坚果
- 巧克力蛋白混合饮品
- 速溶饮料粉
- 咖啡因口香糖
- 配件包